# Immortelle polonaise
Cet article utilise la notation algébrique pour décrire des coups du jeu d'échecs.
L'Immortelle polonaise est une partie d'échecs fameuse disputée à Varsovie par Miguel Najdorf au début de 1930,,. Selon les sources parues en 1930, le joueur des blancs s'appellerait « Glücksberg » ou « Gliksberg ». Une biographie de Miguel Najdorf parue en 1999, écrit que la partie aurait été jouée en 1928 (cette date est reprise par Garry Kasparov).
Lors de cette partie, les noirs sacrifient leurs quatre pièces mineures pour obtenir le gain.

## Partie commentée
Gliksberg  (ou Glücksberg) - Miguel Najdorf
Varsovie, Pologne, 1930
Défense hollandaise, variante Stonewall (Code ECO A 85)
1. d4 f5 2. c4 Cf6 3. Cc3 e6 4. Cf3 d5 5. e3 c6 6. Fd3 Fd6 7. 0-0 0-0 8. Ce2 Cbd7 9. Cg5?
Ce coup semble une faute élémentaire, perdant un pion, mais la position est plus compliquée qu'il n'y paraît.
9... Fxh2+! 10. Rh1!? 
Après 10. Rxh2 Cg4+ 11. Rh1 Dxg5, les noirs ont obtenu un pion. Après 10. Rh1, les blancs menacent à la fois Cxe6 et de prendre le fou noir en jouant g3 ou f4.
10... Cg4! 11. f4
Défend le cavalier blanc sur g5 et coupe la retraite du fou noir. Si 11. Cxe6?, alors suit Dh4!
|   | a | b | c | d | e | f | g | h |   |
| 8 | Tour noire sur case blanche a8 · Fou noir sur case blanche c8 · Tour noire sur case noire f8 · Roi noir sur case blanche g8 · Pion noir sur case noire a7 · Pion noir sur case blanche b7 · Cavalier noir sur case blanche d7 · Pion noir sur case noire g7 · Pion noir sur case blanche h7 · Pion noir sur case blanche c6 · Pion noir sur case blanche e6 · Pion noir sur case blanche d5 · Pion noir sur case blanche f5 · Cavalier blanc sur case noire g5 · Dame noire sur case blanche h5 · Pion blanc sur case blanche c4 · Pion blanc sur case noire d4 · Pion blanc sur case noire f4 · Cavalier noir sur case blanche g4 · Fou blanc sur case blanche d3 · Pion blanc sur case noire e3 · Pion blanc sur case noire g3 · Pion blanc sur case blanche a2 · Pion blanc sur case noire b2 · Cavalier blanc sur case blanche e2 · Roi blanc sur case blanche g2 · Fou noir sur case noire h2 · Tour blanche sur case noire a1 · Fou blanc sur case noire c1 · Dame blanche sur case blanche d1 · Tour blanche sur case blanche f1 | Tour noire sur case blanche a8 · Fou noir sur case blanche c8 · Tour noire sur case noire f8 · Roi noir sur case blanche g8 · Pion noir sur case noire a7 · Pion noir sur case blanche b7 · Cavalier noir sur case blanche d7 · Pion noir sur case noire g7 · Pion noir sur case blanche h7 · Pion noir sur case blanche c6 · Pion noir sur case blanche e6 · Pion noir sur case blanche d5 · Pion noir sur case blanche f5 · Cavalier blanc sur case noire g5 · Dame noire sur case blanche h5 · Pion blanc sur case blanche c4 · Pion blanc sur case noire d4 · Pion blanc sur case noire f4 · Cavalier noir sur case blanche g4 · Fou blanc sur case blanche d3 · Pion blanc sur case noire e3 · Pion blanc sur case noire g3 · Pion blanc sur case blanche a2 · Pion blanc sur case noire b2 · Cavalier blanc sur case blanche e2 · Roi blanc sur case blanche g2 · Fou noir sur case noire h2 · Tour blanche sur case noire a1 · Fou blanc sur case noire c1 · Dame blanche sur case blanche d1 · Tour blanche sur case blanche f1 | Tour noire sur case blanche a8 · Fou noir sur case blanche c8 · Tour noire sur case noire f8 · Roi noir sur case blanche g8 · Pion noir sur case noire a7 · Pion noir sur case blanche b7 · Cavalier noir sur case blanche d7 · Pion noir sur case noire g7 · Pion noir sur case blanche h7 · Pion noir sur case blanche c6 · Pion noir sur case blanche e6 · Pion noir sur case blanche d5 · Pion noir sur case blanche f5 · Cavalier blanc sur case noire g5 · Dame noire sur case blanche h5 · Pion blanc sur case blanche c4 · Pion blanc sur case noire d4 · Pion blanc sur case noire f4 · Cavalier noir sur case blanche g4 · Fou blanc sur case blanche d3 · Pion blanc sur case noire e3 · Pion blanc sur case noire g3 · Pion blanc sur case blanche a2 · Pion blanc sur case noire b2 · Cavalier blanc sur case blanche e2 · Roi blanc sur case blanche g2 · Fou noir sur case noire h2 · Tour blanche sur case noire a1 · Fou blanc sur case noire c1 · Dame blanche sur case blanche d1 · Tour blanche sur case blanche f1 | Tour noire sur case blanche a8 · Fou noir sur case blanche c8 · Tour noire sur case noire f8 · Roi noir sur case blanche g8 · Pion noir sur case noire a7 · Pion noir sur case blanche b7 · Cavalier noir sur case blanche d7 · Pion noir sur case noire g7 · Pion noir sur case blanche h7 · Pion noir sur case blanche c6 · Pion noir sur case blanche e6 · Pion noir sur case blanche d5 · Pion noir sur case blanche f5 · Cavalier blanc sur case noire g5 · Dame noire sur case blanche h5 · Pion blanc sur case blanche c4 · Pion blanc sur case noire d4 · Pion blanc sur case noire f4 · Cavalier noir sur case blanche g4 · Fou blanc sur case blanche d3 · Pion blanc sur case noire e3 · Pion blanc sur case noire g3 · Pion blanc sur case blanche a2 · Pion blanc sur case noire b2 · Cavalier blanc sur case blanche e2 · Roi blanc sur case blanche g2 · Fou noir sur case noire h2 · Tour blanche sur case noire a1 · Fou blanc sur case noire c1 · Dame blanche sur case blanche d1 · Tour blanche sur case blanche f1 | Tour noire sur case blanche a8 · Fou noir sur case blanche c8 · Tour noire sur case noire f8 · Roi noir sur case blanche g8 · Pion noir sur case noire a7 · Pion noir sur case blanche b7 · Cavalier noir sur case blanche d7 · Pion noir sur case noire g7 · Pion noir sur case blanche h7 · Pion noir sur case blanche c6 · Pion noir sur case blanche e6 · Pion noir sur case blanche d5 · Pion noir sur case blanche f5 · Cavalier blanc sur case noire g5 · Dame noire sur case blanche h5 · Pion blanc sur case blanche c4 · Pion blanc sur case noire d4 · Pion blanc sur case noire f4 · Cavalier noir sur case blanche g4 · Fou blanc sur case blanche d3 · Pion blanc sur case noire e3 · Pion blanc sur case noire g3 · Pion blanc sur case blanche a2 · Pion blanc sur case noire b2 · Cavalier blanc sur case blanche e2 · Roi blanc sur case blanche g2 · Fou noir sur case noire h2 · Tour blanche sur case noire a1 · Fou blanc sur case noire c1 · Dame blanche sur case blanche d1 · Tour blanche sur case blanche f1 | Tour noire sur case blanche a8 · Fou noir sur case blanche c8 · Tour noire sur case noire f8 · Roi noir sur case blanche g8 · Pion noir sur case noire a7 · Pion noir sur case blanche b7 · Cavalier noir sur case blanche d7 · Pion noir sur case noire g7 · Pion noir sur case blanche h7 · Pion noir sur case blanche c6 · Pion noir sur case blanche e6 · Pion noir sur case blanche d5 · Pion noir sur case blanche f5 · Cavalier blanc sur case noire g5 · Dame noire sur case blanche h5 · Pion blanc sur case blanche c4 · Pion blanc sur case noire d4 · Pion blanc sur case noire f4 · Cavalier noir sur case blanche g4 · Fou blanc sur case blanche d3 · Pion blanc sur case noire e3 · Pion blanc sur case noire g3 · Pion blanc sur case blanche a2 · Pion blanc sur case noire b2 · Cavalier blanc sur case blanche e2 · Roi blanc sur case blanche g2 · Fou noir sur case noire h2 · Tour blanche sur case noire a1 · Fou blanc sur case noire c1 · Dame blanche sur case blanche d1 · Tour blanche sur case blanche f1 | Tour noire sur case blanche a8 · Fou noir sur case blanche c8 · Tour noire sur case noire f8 · Roi noir sur case blanche g8 · Pion noir sur case noire a7 · Pion noir sur case blanche b7 · Cavalier noir sur case blanche d7 · Pion noir sur case noire g7 · Pion noir sur case blanche h7 · Pion noir sur case blanche c6 · Pion noir sur case blanche e6 · Pion noir sur case blanche d5 · Pion noir sur case blanche f5 · Cavalier blanc sur case noire g5 · Dame noire sur case blanche h5 · Pion blanc sur case blanche c4 · Pion blanc sur case noire d4 · Pion blanc sur case noire f4 · Cavalier noir sur case blanche g4 · Fou blanc sur case blanche d3 · Pion blanc sur case noire e3 · Pion blanc sur case noire g3 · Pion blanc sur case blanche a2 · Pion blanc sur case noire b2 · Cavalier blanc sur case blanche e2 · Roi blanc sur case blanche g2 · Fou noir sur case noire h2 · Tour blanche sur case noire a1 · Fou blanc sur case noire c1 · Dame blanche sur case blanche d1 · Tour blanche sur case blanche f1 | Tour noire sur case blanche a8 · Fou noir sur case blanche c8 · Tour noire sur case noire f8 · Roi noir sur case blanche g8 · Pion noir sur case noire a7 · Pion noir sur case blanche b7 · Cavalier noir sur case blanche d7 · Pion noir sur case noire g7 · Pion noir sur case blanche h7 · Pion noir sur case blanche c6 · Pion noir sur case blanche e6 · Pion noir sur case blanche d5 · Pion noir sur case blanche f5 · Cavalier blanc sur case noire g5 · Dame noire sur case blanche h5 · Pion blanc sur case blanche c4 · Pion blanc sur case noire d4 · Pion blanc sur case noire f4 · Cavalier noir sur case blanche g4 · Fou blanc sur case blanche d3 · Pion blanc sur case noire e3 · Pion blanc sur case noire g3 · Pion blanc sur case blanche a2 · Pion blanc sur case noire b2 · Cavalier blanc sur case blanche e2 · Roi blanc sur case blanche g2 · Fou noir sur case noire h2 · Tour blanche sur case noire a1 · Fou blanc sur case noire c1 · Dame blanche sur case blanche d1 · Tour blanche sur case blanche f1 | 8 |
| 7 | Tour noire sur case blanche a8 · Fou noir sur case blanche c8 · Tour noire sur case noire f8 · Roi noir sur case blanche g8 · Pion noir sur case noire a7 · Pion noir sur case blanche b7 · Cavalier noir sur case blanche d7 · Pion noir sur case noire g7 · Pion noir sur case blanche h7 · Pion noir sur case blanche c6 · Pion noir sur case blanche e6 · Pion noir sur case blanche d5 · Pion noir sur case blanche f5 · Cavalier blanc sur case noire g5 · Dame noire sur case blanche h5 · Pion blanc sur case blanche c4 · Pion blanc sur case noire d4 · Pion blanc sur case noire f4 · Cavalier noir sur case blanche g4 · Fou blanc sur case blanche d3 · Pion blanc sur case noire e3 · Pion blanc sur case noire g3 · Pion blanc sur case blanche a2 · Pion blanc sur case noire b2 · Cavalier blanc sur case blanche e2 · Roi blanc sur case blanche g2 · Fou noir sur case noire h2 · Tour blanche sur case noire a1 · Fou blanc sur case noire c1 · Dame blanche sur case blanche d1 · Tour blanche sur case blanche f1 | Tour noire sur case blanche a8 · Fou noir sur case blanche c8 · Tour noire sur case noire f8 · Roi noir sur case blanche g8 · Pion noir sur case noire a7 · Pion noir sur case blanche b7 · Cavalier noir sur case blanche d7 · Pion noir sur case noire g7 · Pion noir sur case blanche h7 · Pion noir sur case blanche c6 · Pion noir sur case blanche e6 · Pion noir sur case blanche d5 · Pion noir sur case blanche f5 · Cavalier blanc sur case noire g5 · Dame noire sur case blanche h5 · Pion blanc sur case blanche c4 · Pion blanc sur case noire d4 · Pion blanc sur case noire f4 · Cavalier noir sur case blanche g4 · Fou blanc sur case blanche d3 · Pion blanc sur case noire e3 · Pion blanc sur case noire g3 · Pion blanc sur case blanche a2 · Pion blanc sur case noire b2 · Cavalier blanc sur case blanche e2 · Roi blanc sur case blanche g2 · Fou noir sur case noire h2 · Tour blanche sur case noire a1 · Fou blanc sur case noire c1 · Dame blanche sur case blanche d1 · Tour blanche sur case blanche f1 | Tour noire sur case blanche a8 · Fou noir sur case blanche c8 · Tour noire sur case noire f8 · Roi noir sur case blanche g8 · Pion noir sur case noire a7 · Pion noir sur case blanche b7 · Cavalier noir sur case blanche d7 · Pion noir sur case noire g7 · Pion noir sur case blanche h7 · Pion noir sur case blanche c6 · Pion noir sur case blanche e6 · Pion noir sur case blanche d5 · Pion noir sur case blanche f5 · Cavalier blanc sur case noire g5 · Dame noire sur case blanche h5 · Pion blanc sur case blanche c4 · Pion blanc sur case noire d4 · Pion blanc sur case noire f4 · Cavalier noir sur case blanche g4 · Fou blanc sur case blanche d3 · Pion blanc sur case noire e3 · Pion blanc sur case noire g3 · Pion blanc sur case blanche a2 · Pion blanc sur case noire b2 · Cavalier blanc sur case blanche e2 · Roi blanc sur case blanche g2 · Fou noir sur case noire h2 · Tour blanche sur case noire a1 · Fou blanc sur case noire c1 · Dame blanche sur case blanche d1 · Tour blanche sur case blanche f1 | Tour noire sur case blanche a8 · Fou noir sur case blanche c8 · Tour noire sur case noire f8 · Roi noir sur case blanche g8 · Pion noir sur case noire a7 · Pion noir sur case blanche b7 · Cavalier noir sur case blanche d7 · Pion noir sur case noire g7 · Pion noir sur case blanche h7 · Pion noir sur case blanche c6 · Pion noir sur case blanche e6 · Pion noir sur case blanche d5 · Pion noir sur case blanche f5 · Cavalier blanc sur case noire g5 · Dame noire sur case blanche h5 · Pion blanc sur case blanche c4 · Pion blanc sur case noire d4 · Pion blanc sur case noire f4 · Cavalier noir sur case blanche g4 · Fou blanc sur case blanche d3 · Pion blanc sur case noire e3 · Pion blanc sur case noire g3 · Pion blanc sur case blanche a2 · Pion blanc sur case noire b2 · Cavalier blanc sur case blanche e2 · Roi blanc sur case blanche g2 · Fou noir sur case noire h2 · Tour blanche sur case noire a1 · Fou blanc sur case noire c1 · Dame blanche sur case blanche d1 · Tour blanche sur case blanche f1 | Tour noire sur case blanche a8 · Fou noir sur case blanche c8 · Tour noire sur case noire f8 · Roi noir sur case blanche g8 · Pion noir sur case noire a7 · Pion noir sur case blanche b7 · Cavalier noir sur case blanche d7 · Pion noir sur case noire g7 · Pion noir sur case blanche h7 · Pion noir sur case blanche c6 · Pion noir sur case blanche e6 · Pion noir sur case blanche d5 · Pion noir sur case blanche f5 · Cavalier blanc sur case noire g5 · Dame noire sur case blanche h5 · Pion blanc sur case blanche c4 · Pion blanc sur case noire d4 · Pion blanc sur case noire f4 · Cavalier noir sur case blanche g4 · Fou blanc sur case blanche d3 · Pion blanc sur case noire e3 · Pion blanc sur case noire g3 · Pion blanc sur case blanche a2 · Pion blanc sur case noire b2 · Cavalier blanc sur case blanche e2 · Roi blanc sur case blanche g2 · Fou noir sur case noire h2 · Tour blanche sur case noire a1 · Fou blanc sur case noire c1 · Dame blanche sur case blanche d1 · Tour blanche sur case blanche f1 | Tour noire sur case blanche a8 · Fou noir sur case blanche c8 · Tour noire sur case noire f8 · Roi noir sur case blanche g8 · Pion noir sur case noire a7 · Pion noir sur case blanche b7 · Cavalier noir sur case blanche d7 · Pion noir sur case noire g7 · Pion noir sur case blanche h7 · Pion noir sur case blanche c6 · Pion noir sur case blanche e6 · Pion noir sur case blanche d5 · Pion noir sur case blanche f5 · Cavalier blanc sur case noire g5 · Dame noire sur case blanche h5 · Pion blanc sur case blanche c4 · Pion blanc sur case noire d4 · Pion blanc sur case noire f4 · Cavalier noir sur case blanche g4 · Fou blanc sur case blanche d3 · Pion blanc sur case noire e3 · Pion blanc sur case noire g3 · Pion blanc sur case blanche a2 · Pion blanc sur case noire b2 · Cavalier blanc sur case blanche e2 · Roi blanc sur case blanche g2 · Fou noir sur case noire h2 · Tour blanche sur case noire a1 · Fou blanc sur case noire c1 · Dame blanche sur case blanche d1 · Tour blanche sur case blanche f1 | Tour noire sur case blanche a8 · Fou noir sur case blanche c8 · Tour noire sur case noire f8 · Roi noir sur case blanche g8 · Pion noir sur case noire a7 · Pion noir sur case blanche b7 · Cavalier noir sur case blanche d7 · Pion noir sur case noire g7 · Pion noir sur case blanche h7 · Pion noir sur case blanche c6 · Pion noir sur case blanche e6 · Pion noir sur case blanche d5 · Pion noir sur case blanche f5 · Cavalier blanc sur case noire g5 · Dame noire sur case blanche h5 · Pion blanc sur case blanche c4 · Pion blanc sur case noire d4 · Pion blanc sur case noire f4 · Cavalier noir sur case blanche g4 · Fou blanc sur case blanche d3 · Pion blanc sur case noire e3 · Pion blanc sur case noire g3 · Pion blanc sur case blanche a2 · Pion blanc sur case noire b2 · Cavalier blanc sur case blanche e2 · Roi blanc sur case blanche g2 · Fou noir sur case noire h2 · Tour blanche sur case noire a1 · Fou blanc sur case noire c1 · Dame blanche sur case blanche d1 · Tour blanche sur case blanche f1 | Tour noire sur case blanche a8 · Fou noir sur case blanche c8 · Tour noire sur case noire f8 · Roi noir sur case blanche g8 · Pion noir sur case noire a7 · Pion noir sur case blanche b7 · Cavalier noir sur case blanche d7 · Pion noir sur case noire g7 · Pion noir sur case blanche h7 · Pion noir sur case blanche c6 · Pion noir sur case blanche e6 · Pion noir sur case blanche d5 · Pion noir sur case blanche f5 · Cavalier blanc sur case noire g5 · Dame noire sur case blanche h5 · Pion blanc sur case blanche c4 · Pion blanc sur case noire d4 · Pion blanc sur case noire f4 · Cavalier noir sur case blanche g4 · Fou blanc sur case blanche d3 · Pion blanc sur case noire e3 · Pion blanc sur case noire g3 · Pion blanc sur case blanche a2 · Pion blanc sur case noire b2 · Cavalier blanc sur case blanche e2 · Roi blanc sur case blanche g2 · Fou noir sur case noire h2 · Tour blanche sur case noire a1 · Fou blanc sur case noire c1 · Dame blanche sur case blanche d1 · Tour blanche sur case blanche f1 | 7 |
| 6 | Tour noire sur case blanche a8 · Fou noir sur case blanche c8 · Tour noire sur case noire f8 · Roi noir sur case blanche g8 · Pion noir sur case noire a7 · Pion noir sur case blanche b7 · Cavalier noir sur case blanche d7 · Pion noir sur case noire g7 · Pion noir sur case blanche h7 · Pion noir sur case blanche c6 · Pion noir sur case blanche e6 · Pion noir sur case blanche d5 · Pion noir sur case blanche f5 · Cavalier blanc sur case noire g5 · Dame noire sur case blanche h5 · Pion blanc sur case blanche c4 · Pion blanc sur case noire d4 · Pion blanc sur case noire f4 · Cavalier noir sur case blanche g4 · Fou blanc sur case blanche d3 · Pion blanc sur case noire e3 · Pion blanc sur case noire g3 · Pion blanc sur case blanche a2 · Pion blanc sur case noire b2 · Cavalier blanc sur case blanche e2 · Roi blanc sur case blanche g2 · Fou noir sur case noire h2 · Tour blanche sur case noire a1 · Fou blanc sur case noire c1 · Dame blanche sur case blanche d1 · Tour blanche sur case blanche f1 | Tour noire sur case blanche a8 · Fou noir sur case blanche c8 · Tour noire sur case noire f8 · Roi noir sur case blanche g8 · Pion noir sur case noire a7 · Pion noir sur case blanche b7 · Cavalier noir sur case blanche d7 · Pion noir sur case noire g7 · Pion noir sur case blanche h7 · Pion noir sur case blanche c6 · Pion noir sur case blanche e6 · Pion noir sur case blanche d5 · Pion noir sur case blanche f5 · Cavalier blanc sur case noire g5 · Dame noire sur case blanche h5 · Pion blanc sur case blanche c4 · Pion blanc sur case noire d4 · Pion blanc sur case noire f4 · Cavalier noir sur case blanche g4 · Fou blanc sur case blanche d3 · Pion blanc sur case noire e3 · Pion blanc sur case noire g3 · Pion blanc sur case blanche a2 · Pion blanc sur case noire b2 · Cavalier blanc sur case blanche e2 · Roi blanc sur case blanche g2 · Fou noir sur case noire h2 · Tour blanche sur case noire a1 · Fou blanc sur case noire c1 · Dame blanche sur case blanche d1 · Tour blanche sur case blanche f1 | Tour noire sur case blanche a8 · Fou noir sur case blanche c8 · Tour noire sur case noire f8 · Roi noir sur case blanche g8 · Pion noir sur case noire a7 · Pion noir sur case blanche b7 · Cavalier noir sur case blanche d7 · Pion noir sur case noire g7 · Pion noir sur case blanche h7 · Pion noir sur case blanche c6 · Pion noir sur case blanche e6 · Pion noir sur case blanche d5 · Pion noir sur case blanche f5 · Cavalier blanc sur case noire g5 · Dame noire sur case blanche h5 · Pion blanc sur case blanche c4 · Pion blanc sur case noire d4 · Pion blanc sur case noire f4 · Cavalier noir sur case blanche g4 · Fou blanc sur case blanche d3 · Pion blanc sur case noire e3 · Pion blanc sur case noire g3 · Pion blanc sur case blanche a2 · Pion blanc sur case noire b2 · Cavalier blanc sur case blanche e2 · Roi blanc sur case blanche g2 · Fou noir sur case noire h2 · Tour blanche sur case noire a1 · Fou blanc sur case noire c1 · Dame blanche sur case blanche d1 · Tour blanche sur case blanche f1 | Tour noire sur case blanche a8 · Fou noir sur case blanche c8 · Tour noire sur case noire f8 · Roi noir sur case blanche g8 · Pion noir sur case noire a7 · Pion noir sur case blanche b7 · Cavalier noir sur case blanche d7 · Pion noir sur case noire g7 · Pion noir sur case blanche h7 · Pion noir sur case blanche c6 · Pion noir sur case blanche e6 · Pion noir sur case blanche d5 · Pion noir sur case blanche f5 · Cavalier blanc sur case noire g5 · Dame noire sur case blanche h5 · Pion blanc sur case blanche c4 · Pion blanc sur case noire d4 · Pion blanc sur case noire f4 · Cavalier noir sur case blanche g4 · Fou blanc sur case blanche d3 · Pion blanc sur case noire e3 · Pion blanc sur case noire g3 · Pion blanc sur case blanche a2 · Pion blanc sur case noire b2 · Cavalier blanc sur case blanche e2 · Roi blanc sur case blanche g2 · Fou noir sur case noire h2 · Tour blanche sur case noire a1 · Fou blanc sur case noire c1 · Dame blanche sur case blanche d1 · Tour blanche sur case blanche f1 | Tour noire sur case blanche a8 · Fou noir sur case blanche c8 · Tour noire sur case noire f8 · Roi noir sur case blanche g8 · Pion noir sur case noire a7 · Pion noir sur case blanche b7 · Cavalier noir sur case blanche d7 · Pion noir sur case noire g7 · Pion noir sur case blanche h7 · Pion noir sur case blanche c6 · Pion noir sur case blanche e6 · Pion noir sur case blanche d5 · Pion noir sur case blanche f5 · Cavalier blanc sur case noire g5 · Dame noire sur case blanche h5 · Pion blanc sur case blanche c4 · Pion blanc sur case noire d4 · Pion blanc sur case noire f4 · Cavalier noir sur case blanche g4 · Fou blanc sur case blanche d3 · Pion blanc sur case noire e3 · Pion blanc sur case noire g3 · Pion blanc sur case blanche a2 · Pion blanc sur case noire b2 · Cavalier blanc sur case blanche e2 · Roi blanc sur case blanche g2 · Fou noir sur case noire h2 · Tour blanche sur case noire a1 · Fou blanc sur case noire c1 · Dame blanche sur case blanche d1 · Tour blanche sur case blanche f1 | Tour noire sur case blanche a8 · Fou noir sur case blanche c8 · Tour noire sur case noire f8 · Roi noir sur case blanche g8 · Pion noir sur case noire a7 · Pion noir sur case blanche b7 · Cavalier noir sur case blanche d7 · Pion noir sur case noire g7 · Pion noir sur case blanche h7 · Pion noir sur case blanche c6 · Pion noir sur case blanche e6 · Pion noir sur case blanche d5 · Pion noir sur case blanche f5 · Cavalier blanc sur case noire g5 · Dame noire sur case blanche h5 · Pion blanc sur case blanche c4 · Pion blanc sur case noire d4 · Pion blanc sur case noire f4 · Cavalier noir sur case blanche g4 · Fou blanc sur case blanche d3 · Pion blanc sur case noire e3 · Pion blanc sur case noire g3 · Pion blanc sur case blanche a2 · Pion blanc sur case noire b2 · Cavalier blanc sur case blanche e2 · Roi blanc sur case blanche g2 · Fou noir sur case noire h2 · Tour blanche sur case noire a1 · Fou blanc sur case noire c1 · Dame blanche sur case blanche d1 · Tour blanche sur case blanche f1 | Tour noire sur case blanche a8 · Fou noir sur case blanche c8 · Tour noire sur case noire f8 · Roi noir sur case blanche g8 · Pion noir sur case noire a7 · Pion noir sur case blanche b7 · Cavalier noir sur case blanche d7 · Pion noir sur case noire g7 · Pion noir sur case blanche h7 · Pion noir sur case blanche c6 · Pion noir sur case blanche e6 · Pion noir sur case blanche d5 · Pion noir sur case blanche f5 · Cavalier blanc sur case noire g5 · Dame noire sur case blanche h5 · Pion blanc sur case blanche c4 · Pion blanc sur case noire d4 · Pion blanc sur case noire f4 · Cavalier noir sur case blanche g4 · Fou blanc sur case blanche d3 · Pion blanc sur case noire e3 · Pion blanc sur case noire g3 · Pion blanc sur case blanche a2 · Pion blanc sur case noire b2 · Cavalier blanc sur case blanche e2 · Roi blanc sur case blanche g2 · Fou noir sur case noire h2 · Tour blanche sur case noire a1 · Fou blanc sur case noire c1 · Dame blanche sur case blanche d1 · Tour blanche sur case blanche f1 | Tour noire sur case blanche a8 · Fou noir sur case blanche c8 · Tour noire sur case noire f8 · Roi noir sur case blanche g8 · Pion noir sur case noire a7 · Pion noir sur case blanche b7 · Cavalier noir sur case blanche d7 · Pion noir sur case noire g7 · Pion noir sur case blanche h7 · Pion noir sur case blanche c6 · Pion noir sur case blanche e6 · Pion noir sur case blanche d5 · Pion noir sur case blanche f5 · Cavalier blanc sur case noire g5 · Dame noire sur case blanche h5 · Pion blanc sur case blanche c4 · Pion blanc sur case noire d4 · Pion blanc sur case noire f4 · Cavalier noir sur case blanche g4 · Fou blanc sur case blanche d3 · Pion blanc sur case noire e3 · Pion blanc sur case noire g3 · Pion blanc sur case blanche a2 · Pion blanc sur case noire b2 · Cavalier blanc sur case blanche e2 · Roi blanc sur case blanche g2 · Fou noir sur case noire h2 · Tour blanche sur case noire a1 · Fou blanc sur case noire c1 · Dame blanche sur case blanche d1 · Tour blanche sur case blanche f1 | 6 |
| 5 | Tour noire sur case blanche a8 · Fou noir sur case blanche c8 · Tour noire sur case noire f8 · Roi noir sur case blanche g8 · Pion noir sur case noire a7 · Pion noir sur case blanche b7 · Cavalier noir sur case blanche d7 · Pion noir sur case noire g7 · Pion noir sur case blanche h7 · Pion noir sur case blanche c6 · Pion noir sur case blanche e6 · Pion noir sur case blanche d5 · Pion noir sur case blanche f5 · Cavalier blanc sur case noire g5 · Dame noire sur case blanche h5 · Pion blanc sur case blanche c4 · Pion blanc sur case noire d4 · Pion blanc sur case noire f4 · Cavalier noir sur case blanche g4 · Fou blanc sur case blanche d3 · Pion blanc sur case noire e3 · Pion blanc sur case noire g3 · Pion blanc sur case blanche a2 · Pion blanc sur case noire b2 · Cavalier blanc sur case blanche e2 · Roi blanc sur case blanche g2 · Fou noir sur case noire h2 · Tour blanche sur case noire a1 · Fou blanc sur case noire c1 · Dame blanche sur case blanche d1 · Tour blanche sur case blanche f1 | Tour noire sur case blanche a8 · Fou noir sur case blanche c8 · Tour noire sur case noire f8 · Roi noir sur case blanche g8 · Pion noir sur case noire a7 · Pion noir sur case blanche b7 · Cavalier noir sur case blanche d7 · Pion noir sur case noire g7 · Pion noir sur case blanche h7 · Pion noir sur case blanche c6 · Pion noir sur case blanche e6 · Pion noir sur case blanche d5 · Pion noir sur case blanche f5 · Cavalier blanc sur case noire g5 · Dame noire sur case blanche h5 · Pion blanc sur case blanche c4 · Pion blanc sur case noire d4 · Pion blanc sur case noire f4 · Cavalier noir sur case blanche g4 · Fou blanc sur case blanche d3 · Pion blanc sur case noire e3 · Pion blanc sur case noire g3 · Pion blanc sur case blanche a2 · Pion blanc sur case noire b2 · Cavalier blanc sur case blanche e2 · Roi blanc sur case blanche g2 · Fou noir sur case noire h2 · Tour blanche sur case noire a1 · Fou blanc sur case noire c1 · Dame blanche sur case blanche d1 · Tour blanche sur case blanche f1 | Tour noire sur case blanche a8 · Fou noir sur case blanche c8 · Tour noire sur case noire f8 · Roi noir sur case blanche g8 · Pion noir sur case noire a7 · Pion noir sur case blanche b7 · Cavalier noir sur case blanche d7 · Pion noir sur case noire g7 · Pion noir sur case blanche h7 · Pion noir sur case blanche c6 · Pion noir sur case blanche e6 · Pion noir sur case blanche d5 · Pion noir sur case blanche f5 · Cavalier blanc sur case noire g5 · Dame noire sur case blanche h5 · Pion blanc sur case blanche c4 · Pion blanc sur case noire d4 · Pion blanc sur case noire f4 · Cavalier noir sur case blanche g4 · Fou blanc sur case blanche d3 · Pion blanc sur case noire e3 · Pion blanc sur case noire g3 · Pion blanc sur case blanche a2 · Pion blanc sur case noire b2 · Cavalier blanc sur case blanche e2 · Roi blanc sur case blanche g2 · Fou noir sur case noire h2 · Tour blanche sur case noire a1 · Fou blanc sur case noire c1 · Dame blanche sur case blanche d1 · Tour blanche sur case blanche f1 | Tour noire sur case blanche a8 · Fou noir sur case blanche c8 · Tour noire sur case noire f8 · Roi noir sur case blanche g8 · Pion noir sur case noire a7 · Pion noir sur case blanche b7 · Cavalier noir sur case blanche d7 · Pion noir sur case noire g7 · Pion noir sur case blanche h7 · Pion noir sur case blanche c6 · Pion noir sur case blanche e6 · Pion noir sur case blanche d5 · Pion noir sur case blanche f5 · Cavalier blanc sur case noire g5 · Dame noire sur case blanche h5 · Pion blanc sur case blanche c4 · Pion blanc sur case noire d4 · Pion blanc sur case noire f4 · Cavalier noir sur case blanche g4 · Fou blanc sur case blanche d3 · Pion blanc sur case noire e3 · Pion blanc sur case noire g3 · Pion blanc sur case blanche a2 · Pion blanc sur case noire b2 · Cavalier blanc sur case blanche e2 · Roi blanc sur case blanche g2 · Fou noir sur case noire h2 · Tour blanche sur case noire a1 · Fou blanc sur case noire c1 · Dame blanche sur case blanche d1 · Tour blanche sur case blanche f1 | Tour noire sur case blanche a8 · Fou noir sur case blanche c8 · Tour noire sur case noire f8 · Roi noir sur case blanche g8 · Pion noir sur case noire a7 · Pion noir sur case blanche b7 · Cavalier noir sur case blanche d7 · Pion noir sur case noire g7 · Pion noir sur case blanche h7 · Pion noir sur case blanche c6 · Pion noir sur case blanche e6 · Pion noir sur case blanche d5 · Pion noir sur case blanche f5 · Cavalier blanc sur case noire g5 · Dame noire sur case blanche h5 · Pion blanc sur case blanche c4 · Pion blanc sur case noire d4 · Pion blanc sur case noire f4 · Cavalier noir sur case blanche g4 · Fou blanc sur case blanche d3 · Pion blanc sur case noire e3 · Pion blanc sur case noire g3 · Pion blanc sur case blanche a2 · Pion blanc sur case noire b2 · Cavalier blanc sur case blanche e2 · Roi blanc sur case blanche g2 · Fou noir sur case noire h2 · Tour blanche sur case noire a1 · Fou blanc sur case noire c1 · Dame blanche sur case blanche d1 · Tour blanche sur case blanche f1 | Tour noire sur case blanche a8 · Fou noir sur case blanche c8 · Tour noire sur case noire f8 · Roi noir sur case blanche g8 · Pion noir sur case noire a7 · Pion noir sur case blanche b7 · Cavalier noir sur case blanche d7 · Pion noir sur case noire g7 · Pion noir sur case blanche h7 · Pion noir sur case blanche c6 · Pion noir sur case blanche e6 · Pion noir sur case blanche d5 · Pion noir sur case blanche f5 · Cavalier blanc sur case noire g5 · Dame noire sur case blanche h5 · Pion blanc sur case blanche c4 · Pion blanc sur case noire d4 · Pion blanc sur case noire f4 · Cavalier noir sur case blanche g4 · Fou blanc sur case blanche d3 · Pion blanc sur case noire e3 · Pion blanc sur case noire g3 · Pion blanc sur case blanche a2 · Pion blanc sur case noire b2 · Cavalier blanc sur case blanche e2 · Roi blanc sur case blanche g2 · Fou noir sur case noire h2 · Tour blanche sur case noire a1 · Fou blanc sur case noire c1 · Dame blanche sur case blanche d1 · Tour blanche sur case blanche f1 | Tour noire sur case blanche a8 · Fou noir sur case blanche c8 · Tour noire sur case noire f8 · Roi noir sur case blanche g8 · Pion noir sur case noire a7 · Pion noir sur case blanche b7 · Cavalier noir sur case blanche d7 · Pion noir sur case noire g7 · Pion noir sur case blanche h7 · Pion noir sur case blanche c6 · Pion noir sur case blanche e6 · Pion noir sur case blanche d5 · Pion noir sur case blanche f5 · Cavalier blanc sur case noire g5 · Dame noire sur case blanche h5 · Pion blanc sur case blanche c4 · Pion blanc sur case noire d4 · Pion blanc sur case noire f4 · Cavalier noir sur case blanche g4 · Fou blanc sur case blanche d3 · Pion blanc sur case noire e3 · Pion blanc sur case noire g3 · Pion blanc sur case blanche a2 · Pion blanc sur case noire b2 · Cavalier blanc sur case blanche e2 · Roi blanc sur case blanche g2 · Fou noir sur case noire h2 · Tour blanche sur case noire a1 · Fou blanc sur case noire c1 · Dame blanche sur case blanche d1 · Tour blanche sur case blanche f1 | Tour noire sur case blanche a8 · Fou noir sur case blanche c8 · Tour noire sur case noire f8 · Roi noir sur case blanche g8 · Pion noir sur case noire a7 · Pion noir sur case blanche b7 · Cavalier noir sur case blanche d7 · Pion noir sur case noire g7 · Pion noir sur case blanche h7 · Pion noir sur case blanche c6 · Pion noir sur case blanche e6 · Pion noir sur case blanche d5 · Pion noir sur case blanche f5 · Cavalier blanc sur case noire g5 · Dame noire sur case blanche h5 · Pion blanc sur case blanche c4 · Pion blanc sur case noire d4 · Pion blanc sur case noire f4 · Cavalier noir sur case blanche g4 · Fou blanc sur case blanche d3 · Pion blanc sur case noire e3 · Pion blanc sur case noire g3 · Pion blanc sur case blanche a2 · Pion blanc sur case noire b2 · Cavalier blanc sur case blanche e2 · Roi blanc sur case blanche g2 · Fou noir sur case noire h2 · Tour blanche sur case noire a1 · Fou blanc sur case noire c1 · Dame blanche sur case blanche d1 · Tour blanche sur case blanche f1 | 5 |
| 4 | Tour noire sur case blanche a8 · Fou noir sur case blanche c8 · Tour noire sur case noire f8 · Roi noir sur case blanche g8 · Pion noir sur case noire a7 · Pion noir sur case blanche b7 · Cavalier noir sur case blanche d7 · Pion noir sur case noire g7 · Pion noir sur case blanche h7 · Pion noir sur case blanche c6 · Pion noir sur case blanche e6 · Pion noir sur case blanche d5 · Pion noir sur case blanche f5 · Cavalier blanc sur case noire g5 · Dame noire sur case blanche h5 · Pion blanc sur case blanche c4 · Pion blanc sur case noire d4 · Pion blanc sur case noire f4 · Cavalier noir sur case blanche g4 · Fou blanc sur case blanche d3 · Pion blanc sur case noire e3 · Pion blanc sur case noire g3 · Pion blanc sur case blanche a2 · Pion blanc sur case noire b2 · Cavalier blanc sur case blanche e2 · Roi blanc sur case blanche g2 · Fou noir sur case noire h2 · Tour blanche sur case noire a1 · Fou blanc sur case noire c1 · Dame blanche sur case blanche d1 · Tour blanche sur case blanche f1 | Tour noire sur case blanche a8 · Fou noir sur case blanche c8 · Tour noire sur case noire f8 · Roi noir sur case blanche g8 · Pion noir sur case noire a7 · Pion noir sur case blanche b7 · Cavalier noir sur case blanche d7 · Pion noir sur case noire g7 · Pion noir sur case blanche h7 · Pion noir sur case blanche c6 · Pion noir sur case blanche e6 · Pion noir sur case blanche d5 · Pion noir sur case blanche f5 · Cavalier blanc sur case noire g5 · Dame noire sur case blanche h5 · Pion blanc sur case blanche c4 · Pion blanc sur case noire d4 · Pion blanc sur case noire f4 · Cavalier noir sur case blanche g4 · Fou blanc sur case blanche d3 · Pion blanc sur case noire e3 · Pion blanc sur case noire g3 · Pion blanc sur case blanche a2 · Pion blanc sur case noire b2 · Cavalier blanc sur case blanche e2 · Roi blanc sur case blanche g2 · Fou noir sur case noire h2 · Tour blanche sur case noire a1 · Fou blanc sur case noire c1 · Dame blanche sur case blanche d1 · Tour blanche sur case blanche f1 | Tour noire sur case blanche a8 · Fou noir sur case blanche c8 · Tour noire sur case noire f8 · Roi noir sur case blanche g8 · Pion noir sur case noire a7 · Pion noir sur case blanche b7 · Cavalier noir sur case blanche d7 · Pion noir sur case noire g7 · Pion noir sur case blanche h7 · Pion noir sur case blanche c6 · Pion noir sur case blanche e6 · Pion noir sur case blanche d5 · Pion noir sur case blanche f5 · Cavalier blanc sur case noire g5 · Dame noire sur case blanche h5 · Pion blanc sur case blanche c4 · Pion blanc sur case noire d4 · Pion blanc sur case noire f4 · Cavalier noir sur case blanche g4 · Fou blanc sur case blanche d3 · Pion blanc sur case noire e3 · Pion blanc sur case noire g3 · Pion blanc sur case blanche a2 · Pion blanc sur case noire b2 · Cavalier blanc sur case blanche e2 · Roi blanc sur case blanche g2 · Fou noir sur case noire h2 · Tour blanche sur case noire a1 · Fou blanc sur case noire c1 · Dame blanche sur case blanche d1 · Tour blanche sur case blanche f1 | Tour noire sur case blanche a8 · Fou noir sur case blanche c8 · Tour noire sur case noire f8 · Roi noir sur case blanche g8 · Pion noir sur case noire a7 · Pion noir sur case blanche b7 · Cavalier noir sur case blanche d7 · Pion noir sur case noire g7 · Pion noir sur case blanche h7 · Pion noir sur case blanche c6 · Pion noir sur case blanche e6 · Pion noir sur case blanche d5 · Pion noir sur case blanche f5 · Cavalier blanc sur case noire g5 · Dame noire sur case blanche h5 · Pion blanc sur case blanche c4 · Pion blanc sur case noire d4 · Pion blanc sur case noire f4 · Cavalier noir sur case blanche g4 · Fou blanc sur case blanche d3 · Pion blanc sur case noire e3 · Pion blanc sur case noire g3 · Pion blanc sur case blanche a2 · Pion blanc sur case noire b2 · Cavalier blanc sur case blanche e2 · Roi blanc sur case blanche g2 · Fou noir sur case noire h2 · Tour blanche sur case noire a1 · Fou blanc sur case noire c1 · Dame blanche sur case blanche d1 · Tour blanche sur case blanche f1 | Tour noire sur case blanche a8 · Fou noir sur case blanche c8 · Tour noire sur case noire f8 · Roi noir sur case blanche g8 · Pion noir sur case noire a7 · Pion noir sur case blanche b7 · Cavalier noir sur case blanche d7 · Pion noir sur case noire g7 · Pion noir sur case blanche h7 · Pion noir sur case blanche c6 · Pion noir sur case blanche e6 · Pion noir sur case blanche d5 · Pion noir sur case blanche f5 · Cavalier blanc sur case noire g5 · Dame noire sur case blanche h5 · Pion blanc sur case blanche c4 · Pion blanc sur case noire d4 · Pion blanc sur case noire f4 · Cavalier noir sur case blanche g4 · Fou blanc sur case blanche d3 · Pion blanc sur case noire e3 · Pion blanc sur case noire g3 · Pion blanc sur case blanche a2 · Pion blanc sur case noire b2 · Cavalier blanc sur case blanche e2 · Roi blanc sur case blanche g2 · Fou noir sur case noire h2 · Tour blanche sur case noire a1 · Fou blanc sur case noire c1 · Dame blanche sur case blanche d1 · Tour blanche sur case blanche f1 | Tour noire sur case blanche a8 · Fou noir sur case blanche c8 · Tour noire sur case noire f8 · Roi noir sur case blanche g8 · Pion noir sur case noire a7 · Pion noir sur case blanche b7 · Cavalier noir sur case blanche d7 · Pion noir sur case noire g7 · Pion noir sur case blanche h7 · Pion noir sur case blanche c6 · Pion noir sur case blanche e6 · Pion noir sur case blanche d5 · Pion noir sur case blanche f5 · Cavalier blanc sur case noire g5 · Dame noire sur case blanche h5 · Pion blanc sur case blanche c4 · Pion blanc sur case noire d4 · Pion blanc sur case noire f4 · Cavalier noir sur case blanche g4 · Fou blanc sur case blanche d3 · Pion blanc sur case noire e3 · Pion blanc sur case noire g3 · Pion blanc sur case blanche a2 · Pion blanc sur case noire b2 · Cavalier blanc sur case blanche e2 · Roi blanc sur case blanche g2 · Fou noir sur case noire h2 · Tour blanche sur case noire a1 · Fou blanc sur case noire c1 · Dame blanche sur case blanche d1 · Tour blanche sur case blanche f1 | Tour noire sur case blanche a8 · Fou noir sur case blanche c8 · Tour noire sur case noire f8 · Roi noir sur case blanche g8 · Pion noir sur case noire a7 · Pion noir sur case blanche b7 · Cavalier noir sur case blanche d7 · Pion noir sur case noire g7 · Pion noir sur case blanche h7 · Pion noir sur case blanche c6 · Pion noir sur case blanche e6 · Pion noir sur case blanche d5 · Pion noir sur case blanche f5 · Cavalier blanc sur case noire g5 · Dame noire sur case blanche h5 · Pion blanc sur case blanche c4 · Pion blanc sur case noire d4 · Pion blanc sur case noire f4 · Cavalier noir sur case blanche g4 · Fou blanc sur case blanche d3 · Pion blanc sur case noire e3 · Pion blanc sur case noire g3 · Pion blanc sur case blanche a2 · Pion blanc sur case noire b2 · Cavalier blanc sur case blanche e2 · Roi blanc sur case blanche g2 · Fou noir sur case noire h2 · Tour blanche sur case noire a1 · Fou blanc sur case noire c1 · Dame blanche sur case blanche d1 · Tour blanche sur case blanche f1 | Tour noire sur case blanche a8 · Fou noir sur case blanche c8 · Tour noire sur case noire f8 · Roi noir sur case blanche g8 · Pion noir sur case noire a7 · Pion noir sur case blanche b7 · Cavalier noir sur case blanche d7 · Pion noir sur case noire g7 · Pion noir sur case blanche h7 · Pion noir sur case blanche c6 · Pion noir sur case blanche e6 · Pion noir sur case blanche d5 · Pion noir sur case blanche f5 · Cavalier blanc sur case noire g5 · Dame noire sur case blanche h5 · Pion blanc sur case blanche c4 · Pion blanc sur case noire d4 · Pion blanc sur case noire f4 · Cavalier noir sur case blanche g4 · Fou blanc sur case blanche d3 · Pion blanc sur case noire e3 · Pion blanc sur case noire g3 · Pion blanc sur case blanche a2 · Pion blanc sur case noire b2 · Cavalier blanc sur case blanche e2 · Roi blanc sur case blanche g2 · Fou noir sur case noire h2 · Tour blanche sur case noire a1 · Fou blanc sur case noire c1 · Dame blanche sur case blanche d1 · Tour blanche sur case blanche f1 | 4 |
| 3 | Tour noire sur case blanche a8 · Fou noir sur case blanche c8 · Tour noire sur case noire f8 · Roi noir sur case blanche g8 · Pion noir sur case noire a7 · Pion noir sur case blanche b7 · Cavalier noir sur case blanche d7 · Pion noir sur case noire g7 · Pion noir sur case blanche h7 · Pion noir sur case blanche c6 · Pion noir sur case blanche e6 · Pion noir sur case blanche d5 · Pion noir sur case blanche f5 · Cavalier blanc sur case noire g5 · Dame noire sur case blanche h5 · Pion blanc sur case blanche c4 · Pion blanc sur case noire d4 · Pion blanc sur case noire f4 · Cavalier noir sur case blanche g4 · Fou blanc sur case blanche d3 · Pion blanc sur case noire e3 · Pion blanc sur case noire g3 · Pion blanc sur case blanche a2 · Pion blanc sur case noire b2 · Cavalier blanc sur case blanche e2 · Roi blanc sur case blanche g2 · Fou noir sur case noire h2 · Tour blanche sur case noire a1 · Fou blanc sur case noire c1 · Dame blanche sur case blanche d1 · Tour blanche sur case blanche f1 | Tour noire sur case blanche a8 · Fou noir sur case blanche c8 · Tour noire sur case noire f8 · Roi noir sur case blanche g8 · Pion noir sur case noire a7 · Pion noir sur case blanche b7 · Cavalier noir sur case blanche d7 · Pion noir sur case noire g7 · Pion noir sur case blanche h7 · Pion noir sur case blanche c6 · Pion noir sur case blanche e6 · Pion noir sur case blanche d5 · Pion noir sur case blanche f5 · Cavalier blanc sur case noire g5 · Dame noire sur case blanche h5 · Pion blanc sur case blanche c4 · Pion blanc sur case noire d4 · Pion blanc sur case noire f4 · Cavalier noir sur case blanche g4 · Fou blanc sur case blanche d3 · Pion blanc sur case noire e3 · Pion blanc sur case noire g3 · Pion blanc sur case blanche a2 · Pion blanc sur case noire b2 · Cavalier blanc sur case blanche e2 · Roi blanc sur case blanche g2 · Fou noir sur case noire h2 · Tour blanche sur case noire a1 · Fou blanc sur case noire c1 · Dame blanche sur case blanche d1 · Tour blanche sur case blanche f1 | Tour noire sur case blanche a8 · Fou noir sur case blanche c8 · Tour noire sur case noire f8 · Roi noir sur case blanche g8 · Pion noir sur case noire a7 · Pion noir sur case blanche b7 · Cavalier noir sur case blanche d7 · Pion noir sur case noire g7 · Pion noir sur case blanche h7 · Pion noir sur case blanche c6 · Pion noir sur case blanche e6 · Pion noir sur case blanche d5 · Pion noir sur case blanche f5 · Cavalier blanc sur case noire g5 · Dame noire sur case blanche h5 · Pion blanc sur case blanche c4 · Pion blanc sur case noire d4 · Pion blanc sur case noire f4 · Cavalier noir sur case blanche g4 · Fou blanc sur case blanche d3 · Pion blanc sur case noire e3 · Pion blanc sur case noire g3 · Pion blanc sur case blanche a2 · Pion blanc sur case noire b2 · Cavalier blanc sur case blanche e2 · Roi blanc sur case blanche g2 · Fou noir sur case noire h2 · Tour blanche sur case noire a1 · Fou blanc sur case noire c1 · Dame blanche sur case blanche d1 · Tour blanche sur case blanche f1 | Tour noire sur case blanche a8 · Fou noir sur case blanche c8 · Tour noire sur case noire f8 · Roi noir sur case blanche g8 · Pion noir sur case noire a7 · Pion noir sur case blanche b7 · Cavalier noir sur case blanche d7 · Pion noir sur case noire g7 · Pion noir sur case blanche h7 · Pion noir sur case blanche c6 · Pion noir sur case blanche e6 · Pion noir sur case blanche d5 · Pion noir sur case blanche f5 · Cavalier blanc sur case noire g5 · Dame noire sur case blanche h5 · Pion blanc sur case blanche c4 · Pion blanc sur case noire d4 · Pion blanc sur case noire f4 · Cavalier noir sur case blanche g4 · Fou blanc sur case blanche d3 · Pion blanc sur case noire e3 · Pion blanc sur case noire g3 · Pion blanc sur case blanche a2 · Pion blanc sur case noire b2 · Cavalier blanc sur case blanche e2 · Roi blanc sur case blanche g2 · Fou noir sur case noire h2 · Tour blanche sur case noire a1 · Fou blanc sur case noire c1 · Dame blanche sur case blanche d1 · Tour blanche sur case blanche f1 | Tour noire sur case blanche a8 · Fou noir sur case blanche c8 · Tour noire sur case noire f8 · Roi noir sur case blanche g8 · Pion noir sur case noire a7 · Pion noir sur case blanche b7 · Cavalier noir sur case blanche d7 · Pion noir sur case noire g7 · Pion noir sur case blanche h7 · Pion noir sur case blanche c6 · Pion noir sur case blanche e6 · Pion noir sur case blanche d5 · Pion noir sur case blanche f5 · Cavalier blanc sur case noire g5 · Dame noire sur case blanche h5 · Pion blanc sur case blanche c4 · Pion blanc sur case noire d4 · Pion blanc sur case noire f4 · Cavalier noir sur case blanche g4 · Fou blanc sur case blanche d3 · Pion blanc sur case noire e3 · Pion blanc sur case noire g3 · Pion blanc sur case blanche a2 · Pion blanc sur case noire b2 · Cavalier blanc sur case blanche e2 · Roi blanc sur case blanche g2 · Fou noir sur case noire h2 · Tour blanche sur case noire a1 · Fou blanc sur case noire c1 · Dame blanche sur case blanche d1 · Tour blanche sur case blanche f1 | Tour noire sur case blanche a8 · Fou noir sur case blanche c8 · Tour noire sur case noire f8 · Roi noir sur case blanche g8 · Pion noir sur case noire a7 · Pion noir sur case blanche b7 · Cavalier noir sur case blanche d7 · Pion noir sur case noire g7 · Pion noir sur case blanche h7 · Pion noir sur case blanche c6 · Pion noir sur case blanche e6 · Pion noir sur case blanche d5 · Pion noir sur case blanche f5 · Cavalier blanc sur case noire g5 · Dame noire sur case blanche h5 · Pion blanc sur case blanche c4 · Pion blanc sur case noire d4 · Pion blanc sur case noire f4 · Cavalier noir sur case blanche g4 · Fou blanc sur case blanche d3 · Pion blanc sur case noire e3 · Pion blanc sur case noire g3 · Pion blanc sur case blanche a2 · Pion blanc sur case noire b2 · Cavalier blanc sur case blanche e2 · Roi blanc sur case blanche g2 · Fou noir sur case noire h2 · Tour blanche sur case noire a1 · Fou blanc sur case noire c1 · Dame blanche sur case blanche d1 · Tour blanche sur case blanche f1 | Tour noire sur case blanche a8 · Fou noir sur case blanche c8 · Tour noire sur case noire f8 · Roi noir sur case blanche g8 · Pion noir sur case noire a7 · Pion noir sur case blanche b7 · Cavalier noir sur case blanche d7 · Pion noir sur case noire g7 · Pion noir sur case blanche h7 · Pion noir sur case blanche c6 · Pion noir sur case blanche e6 · Pion noir sur case blanche d5 · Pion noir sur case blanche f5 · Cavalier blanc sur case noire g5 · Dame noire sur case blanche h5 · Pion blanc sur case blanche c4 · Pion blanc sur case noire d4 · Pion blanc sur case noire f4 · Cavalier noir sur case blanche g4 · Fou blanc sur case blanche d3 · Pion blanc sur case noire e3 · Pion blanc sur case noire g3 · Pion blanc sur case blanche a2 · Pion blanc sur case noire b2 · Cavalier blanc sur case blanche e2 · Roi blanc sur case blanche g2 · Fou noir sur case noire h2 · Tour blanche sur case noire a1 · Fou blanc sur case noire c1 · Dame blanche sur case blanche d1 · Tour blanche sur case blanche f1 | Tour noire sur case blanche a8 · Fou noir sur case blanche c8 · Tour noire sur case noire f8 · Roi noir sur case blanche g8 · Pion noir sur case noire a7 · Pion noir sur case blanche b7 · Cavalier noir sur case blanche d7 · Pion noir sur case noire g7 · Pion noir sur case blanche h7 · Pion noir sur case blanche c6 · Pion noir sur case blanche e6 · Pion noir sur case blanche d5 · Pion noir sur case blanche f5 · Cavalier blanc sur case noire g5 · Dame noire sur case blanche h5 · Pion blanc sur case blanche c4 · Pion blanc sur case noire d4 · Pion blanc sur case noire f4 · Cavalier noir sur case blanche g4 · Fou blanc sur case blanche d3 · Pion blanc sur case noire e3 · Pion blanc sur case noire g3 · Pion blanc sur case blanche a2 · Pion blanc sur case noire b2 · Cavalier blanc sur case blanche e2 · Roi blanc sur case blanche g2 · Fou noir sur case noire h2 · Tour blanche sur case noire a1 · Fou blanc sur case noire c1 · Dame blanche sur case blanche d1 · Tour blanche sur case blanche f1 | 3 |
| 2 | Tour noire sur case blanche a8 · Fou noir sur case blanche c8 · Tour noire sur case noire f8 · Roi noir sur case blanche g8 · Pion noir sur case noire a7 · Pion noir sur case blanche b7 · Cavalier noir sur case blanche d7 · Pion noir sur case noire g7 · Pion noir sur case blanche h7 · Pion noir sur case blanche c6 · Pion noir sur case blanche e6 · Pion noir sur case blanche d5 · Pion noir sur case blanche f5 · Cavalier blanc sur case noire g5 · Dame noire sur case blanche h5 · Pion blanc sur case blanche c4 · Pion blanc sur case noire d4 · Pion blanc sur case noire f4 · Cavalier noir sur case blanche g4 · Fou blanc sur case blanche d3 · Pion blanc sur case noire e3 · Pion blanc sur case noire g3 · Pion blanc sur case blanche a2 · Pion blanc sur case noire b2 · Cavalier blanc sur case blanche e2 · Roi blanc sur case blanche g2 · Fou noir sur case noire h2 · Tour blanche sur case noire a1 · Fou blanc sur case noire c1 · Dame blanche sur case blanche d1 · Tour blanche sur case blanche f1 | Tour noire sur case blanche a8 · Fou noir sur case blanche c8 · Tour noire sur case noire f8 · Roi noir sur case blanche g8 · Pion noir sur case noire a7 · Pion noir sur case blanche b7 · Cavalier noir sur case blanche d7 · Pion noir sur case noire g7 · Pion noir sur case blanche h7 · Pion noir sur case blanche c6 · Pion noir sur case blanche e6 · Pion noir sur case blanche d5 · Pion noir sur case blanche f5 · Cavalier blanc sur case noire g5 · Dame noire sur case blanche h5 · Pion blanc sur case blanche c4 · Pion blanc sur case noire d4 · Pion blanc sur case noire f4 · Cavalier noir sur case blanche g4 · Fou blanc sur case blanche d3 · Pion blanc sur case noire e3 · Pion blanc sur case noire g3 · Pion blanc sur case blanche a2 · Pion blanc sur case noire b2 · Cavalier blanc sur case blanche e2 · Roi blanc sur case blanche g2 · Fou noir sur case noire h2 · Tour blanche sur case noire a1 · Fou blanc sur case noire c1 · Dame blanche sur case blanche d1 · Tour blanche sur case blanche f1 | Tour noire sur case blanche a8 · Fou noir sur case blanche c8 · Tour noire sur case noire f8 · Roi noir sur case blanche g8 · Pion noir sur case noire a7 · Pion noir sur case blanche b7 · Cavalier noir sur case blanche d7 · Pion noir sur case noire g7 · Pion noir sur case blanche h7 · Pion noir sur case blanche c6 · Pion noir sur case blanche e6 · Pion noir sur case blanche d5 · Pion noir sur case blanche f5 · Cavalier blanc sur case noire g5 · Dame noire sur case blanche h5 · Pion blanc sur case blanche c4 · Pion blanc sur case noire d4 · Pion blanc sur case noire f4 · Cavalier noir sur case blanche g4 · Fou blanc sur case blanche d3 · Pion blanc sur case noire e3 · Pion blanc sur case noire g3 · Pion blanc sur case blanche a2 · Pion blanc sur case noire b2 · Cavalier blanc sur case blanche e2 · Roi blanc sur case blanche g2 · Fou noir sur case noire h2 · Tour blanche sur case noire a1 · Fou blanc sur case noire c1 · Dame blanche sur case blanche d1 · Tour blanche sur case blanche f1 | Tour noire sur case blanche a8 · Fou noir sur case blanche c8 · Tour noire sur case noire f8 · Roi noir sur case blanche g8 · Pion noir sur case noire a7 · Pion noir sur case blanche b7 · Cavalier noir sur case blanche d7 · Pion noir sur case noire g7 · Pion noir sur case blanche h7 · Pion noir sur case blanche c6 · Pion noir sur case blanche e6 · Pion noir sur case blanche d5 · Pion noir sur case blanche f5 · Cavalier blanc sur case noire g5 · Dame noire sur case blanche h5 · Pion blanc sur case blanche c4 · Pion blanc sur case noire d4 · Pion blanc sur case noire f4 · Cavalier noir sur case blanche g4 · Fou blanc sur case blanche d3 · Pion blanc sur case noire e3 · Pion blanc sur case noire g3 · Pion blanc sur case blanche a2 · Pion blanc sur case noire b2 · Cavalier blanc sur case blanche e2 · Roi blanc sur case blanche g2 · Fou noir sur case noire h2 · Tour blanche sur case noire a1 · Fou blanc sur case noire c1 · Dame blanche sur case blanche d1 · Tour blanche sur case blanche f1 | Tour noire sur case blanche a8 · Fou noir sur case blanche c8 · Tour noire sur case noire f8 · Roi noir sur case blanche g8 · Pion noir sur case noire a7 · Pion noir sur case blanche b7 · Cavalier noir sur case blanche d7 · Pion noir sur case noire g7 · Pion noir sur case blanche h7 · Pion noir sur case blanche c6 · Pion noir sur case blanche e6 · Pion noir sur case blanche d5 · Pion noir sur case blanche f5 · Cavalier blanc sur case noire g5 · Dame noire sur case blanche h5 · Pion blanc sur case blanche c4 · Pion blanc sur case noire d4 · Pion blanc sur case noire f4 · Cavalier noir sur case blanche g4 · Fou blanc sur case blanche d3 · Pion blanc sur case noire e3 · Pion blanc sur case noire g3 · Pion blanc sur case blanche a2 · Pion blanc sur case noire b2 · Cavalier blanc sur case blanche e2 · Roi blanc sur case blanche g2 · Fou noir sur case noire h2 · Tour blanche sur case noire a1 · Fou blanc sur case noire c1 · Dame blanche sur case blanche d1 · Tour blanche sur case blanche f1 | Tour noire sur case blanche a8 · Fou noir sur case blanche c8 · Tour noire sur case noire f8 · Roi noir sur case blanche g8 · Pion noir sur case noire a7 · Pion noir sur case blanche b7 · Cavalier noir sur case blanche d7 · Pion noir sur case noire g7 · Pion noir sur case blanche h7 · Pion noir sur case blanche c6 · Pion noir sur case blanche e6 · Pion noir sur case blanche d5 · Pion noir sur case blanche f5 · Cavalier blanc sur case noire g5 · Dame noire sur case blanche h5 · Pion blanc sur case blanche c4 · Pion blanc sur case noire d4 · Pion blanc sur case noire f4 · Cavalier noir sur case blanche g4 · Fou blanc sur case blanche d3 · Pion blanc sur case noire e3 · Pion blanc sur case noire g3 · Pion blanc sur case blanche a2 · Pion blanc sur case noire b2 · Cavalier blanc sur case blanche e2 · Roi blanc sur case blanche g2 · Fou noir sur case noire h2 · Tour blanche sur case noire a1 · Fou blanc sur case noire c1 · Dame blanche sur case blanche d1 · Tour blanche sur case blanche f1 | Tour noire sur case blanche a8 · Fou noir sur case blanche c8 · Tour noire sur case noire f8 · Roi noir sur case blanche g8 · Pion noir sur case noire a7 · Pion noir sur case blanche b7 · Cavalier noir sur case blanche d7 · Pion noir sur case noire g7 · Pion noir sur case blanche h7 · Pion noir sur case blanche c6 · Pion noir sur case blanche e6 · Pion noir sur case blanche d5 · Pion noir sur case blanche f5 · Cavalier blanc sur case noire g5 · Dame noire sur case blanche h5 · Pion blanc sur case blanche c4 · Pion blanc sur case noire d4 · Pion blanc sur case noire f4 · Cavalier noir sur case blanche g4 · Fou blanc sur case blanche d3 · Pion blanc sur case noire e3 · Pion blanc sur case noire g3 · Pion blanc sur case blanche a2 · Pion blanc sur case noire b2 · Cavalier blanc sur case blanche e2 · Roi blanc sur case blanche g2 · Fou noir sur case noire h2 · Tour blanche sur case noire a1 · Fou blanc sur case noire c1 · Dame blanche sur case blanche d1 · Tour blanche sur case blanche f1 | Tour noire sur case blanche a8 · Fou noir sur case blanche c8 · Tour noire sur case noire f8 · Roi noir sur case blanche g8 · Pion noir sur case noire a7 · Pion noir sur case blanche b7 · Cavalier noir sur case blanche d7 · Pion noir sur case noire g7 · Pion noir sur case blanche h7 · Pion noir sur case blanche c6 · Pion noir sur case blanche e6 · Pion noir sur case blanche d5 · Pion noir sur case blanche f5 · Cavalier blanc sur case noire g5 · Dame noire sur case blanche h5 · Pion blanc sur case blanche c4 · Pion blanc sur case noire d4 · Pion blanc sur case noire f4 · Cavalier noir sur case blanche g4 · Fou blanc sur case blanche d3 · Pion blanc sur case noire e3 · Pion blanc sur case noire g3 · Pion blanc sur case blanche a2 · Pion blanc sur case noire b2 · Cavalier blanc sur case blanche e2 · Roi blanc sur case blanche g2 · Fou noir sur case noire h2 · Tour blanche sur case noire a1 · Fou blanc sur case noire c1 · Dame blanche sur case blanche d1 · Tour blanche sur case blanche f1 | 2 |
| 1 | Tour noire sur case blanche a8 · Fou noir sur case blanche c8 · Tour noire sur case noire f8 · Roi noir sur case blanche g8 · Pion noir sur case noire a7 · Pion noir sur case blanche b7 · Cavalier noir sur case blanche d7 · Pion noir sur case noire g7 · Pion noir sur case blanche h7 · Pion noir sur case blanche c6 · Pion noir sur case blanche e6 · Pion noir sur case blanche d5 · Pion noir sur case blanche f5 · Cavalier blanc sur case noire g5 · Dame noire sur case blanche h5 · Pion blanc sur case blanche c4 · Pion blanc sur case noire d4 · Pion blanc sur case noire f4 · Cavalier noir sur case blanche g4 · Fou blanc sur case blanche d3 · Pion blanc sur case noire e3 · Pion blanc sur case noire g3 · Pion blanc sur case blanche a2 · Pion blanc sur case noire b2 · Cavalier blanc sur case blanche e2 · Roi blanc sur case blanche g2 · Fou noir sur case noire h2 · Tour blanche sur case noire a1 · Fou blanc sur case noire c1 · Dame blanche sur case blanche d1 · Tour blanche sur case blanche f1 | Tour noire sur case blanche a8 · Fou noir sur case blanche c8 · Tour noire sur case noire f8 · Roi noir sur case blanche g8 · Pion noir sur case noire a7 · Pion noir sur case blanche b7 · Cavalier noir sur case blanche d7 · Pion noir sur case noire g7 · Pion noir sur case blanche h7 · Pion noir sur case blanche c6 · Pion noir sur case blanche e6 · Pion noir sur case blanche d5 · Pion noir sur case blanche f5 · Cavalier blanc sur case noire g5 · Dame noire sur case blanche h5 · Pion blanc sur case blanche c4 · Pion blanc sur case noire d4 · Pion blanc sur case noire f4 · Cavalier noir sur case blanche g4 · Fou blanc sur case blanche d3 · Pion blanc sur case noire e3 · Pion blanc sur case noire g3 · Pion blanc sur case blanche a2 · Pion blanc sur case noire b2 · Cavalier blanc sur case blanche e2 · Roi blanc sur case blanche g2 · Fou noir sur case noire h2 · Tour blanche sur case noire a1 · Fou blanc sur case noire c1 · Dame blanche sur case blanche d1 · Tour blanche sur case blanche f1 | Tour noire sur case blanche a8 · Fou noir sur case blanche c8 · Tour noire sur case noire f8 · Roi noir sur case blanche g8 · Pion noir sur case noire a7 · Pion noir sur case blanche b7 · Cavalier noir sur case blanche d7 · Pion noir sur case noire g7 · Pion noir sur case blanche h7 · Pion noir sur case blanche c6 · Pion noir sur case blanche e6 · Pion noir sur case blanche d5 · Pion noir sur case blanche f5 · Cavalier blanc sur case noire g5 · Dame noire sur case blanche h5 · Pion blanc sur case blanche c4 · Pion blanc sur case noire d4 · Pion blanc sur case noire f4 · Cavalier noir sur case blanche g4 · Fou blanc sur case blanche d3 · Pion blanc sur case noire e3 · Pion blanc sur case noire g3 · Pion blanc sur case blanche a2 · Pion blanc sur case noire b2 · Cavalier blanc sur case blanche e2 · Roi blanc sur case blanche g2 · Fou noir sur case noire h2 · Tour blanche sur case noire a1 · Fou blanc sur case noire c1 · Dame blanche sur case blanche d1 · Tour blanche sur case blanche f1 | Tour noire sur case blanche a8 · Fou noir sur case blanche c8 · Tour noire sur case noire f8 · Roi noir sur case blanche g8 · Pion noir sur case noire a7 · Pion noir sur case blanche b7 · Cavalier noir sur case blanche d7 · Pion noir sur case noire g7 · Pion noir sur case blanche h7 · Pion noir sur case blanche c6 · Pion noir sur case blanche e6 · Pion noir sur case blanche d5 · Pion noir sur case blanche f5 · Cavalier blanc sur case noire g5 · Dame noire sur case blanche h5 · Pion blanc sur case blanche c4 · Pion blanc sur case noire d4 · Pion blanc sur case noire f4 · Cavalier noir sur case blanche g4 · Fou blanc sur case blanche d3 · Pion blanc sur case noire e3 · Pion blanc sur case noire g3 · Pion blanc sur case blanche a2 · Pion blanc sur case noire b2 · Cavalier blanc sur case blanche e2 · Roi blanc sur case blanche g2 · Fou noir sur case noire h2 · Tour blanche sur case noire a1 · Fou blanc sur case noire c1 · Dame blanche sur case blanche d1 · Tour blanche sur case blanche f1 | Tour noire sur case blanche a8 · Fou noir sur case blanche c8 · Tour noire sur case noire f8 · Roi noir sur case blanche g8 · Pion noir sur case noire a7 · Pion noir sur case blanche b7 · Cavalier noir sur case blanche d7 · Pion noir sur case noire g7 · Pion noir sur case blanche h7 · Pion noir sur case blanche c6 · Pion noir sur case blanche e6 · Pion noir sur case blanche d5 · Pion noir sur case blanche f5 · Cavalier blanc sur case noire g5 · Dame noire sur case blanche h5 · Pion blanc sur case blanche c4 · Pion blanc sur case noire d4 · Pion blanc sur case noire f4 · Cavalier noir sur case blanche g4 · Fou blanc sur case blanche d3 · Pion blanc sur case noire e3 · Pion blanc sur case noire g3 · Pion blanc sur case blanche a2 · Pion blanc sur case noire b2 · Cavalier blanc sur case blanche e2 · Roi blanc sur case blanche g2 · Fou noir sur case noire h2 · Tour blanche sur case noire a1 · Fou blanc sur case noire c1 · Dame blanche sur case blanche d1 · Tour blanche sur case blanche f1 | Tour noire sur case blanche a8 · Fou noir sur case blanche c8 · Tour noire sur case noire f8 · Roi noir sur case blanche g8 · Pion noir sur case noire a7 · Pion noir sur case blanche b7 · Cavalier noir sur case blanche d7 · Pion noir sur case noire g7 · Pion noir sur case blanche h7 · Pion noir sur case blanche c6 · Pion noir sur case blanche e6 · Pion noir sur case blanche d5 · Pion noir sur case blanche f5 · Cavalier blanc sur case noire g5 · Dame noire sur case blanche h5 · Pion blanc sur case blanche c4 · Pion blanc sur case noire d4 · Pion blanc sur case noire f4 · Cavalier noir sur case blanche g4 · Fou blanc sur case blanche d3 · Pion blanc sur case noire e3 · Pion blanc sur case noire g3 · Pion blanc sur case blanche a2 · Pion blanc sur case noire b2 · Cavalier blanc sur case blanche e2 · Roi blanc sur case blanche g2 · Fou noir sur case noire h2 · Tour blanche sur case noire a1 · Fou blanc sur case noire c1 · Dame blanche sur case blanche d1 · Tour blanche sur case blanche f1 | Tour noire sur case blanche a8 · Fou noir sur case blanche c8 · Tour noire sur case noire f8 · Roi noir sur case blanche g8 · Pion noir sur case noire a7 · Pion noir sur case blanche b7 · Cavalier noir sur case blanche d7 · Pion noir sur case noire g7 · Pion noir sur case blanche h7 · Pion noir sur case blanche c6 · Pion noir sur case blanche e6 · Pion noir sur case blanche d5 · Pion noir sur case blanche f5 · Cavalier blanc sur case noire g5 · Dame noire sur case blanche h5 · Pion blanc sur case blanche c4 · Pion blanc sur case noire d4 · Pion blanc sur case noire f4 · Cavalier noir sur case blanche g4 · Fou blanc sur case blanche d3 · Pion blanc sur case noire e3 · Pion blanc sur case noire g3 · Pion blanc sur case blanche a2 · Pion blanc sur case noire b2 · Cavalier blanc sur case blanche e2 · Roi blanc sur case blanche g2 · Fou noir sur case noire h2 · Tour blanche sur case noire a1 · Fou blanc sur case noire c1 · Dame blanche sur case blanche d1 · Tour blanche sur case blanche f1 | Tour noire sur case blanche a8 · Fou noir sur case blanche c8 · Tour noire sur case noire f8 · Roi noir sur case blanche g8 · Pion noir sur case noire a7 · Pion noir sur case blanche b7 · Cavalier noir sur case blanche d7 · Pion noir sur case noire g7 · Pion noir sur case blanche h7 · Pion noir sur case blanche c6 · Pion noir sur case blanche e6 · Pion noir sur case blanche d5 · Pion noir sur case blanche f5 · Cavalier blanc sur case noire g5 · Dame noire sur case blanche h5 · Pion blanc sur case blanche c4 · Pion blanc sur case noire d4 · Pion blanc sur case noire f4 · Cavalier noir sur case blanche g4 · Fou blanc sur case blanche d3 · Pion blanc sur case noire e3 · Pion blanc sur case noire g3 · Pion blanc sur case blanche a2 · Pion blanc sur case noire b2 · Cavalier blanc sur case blanche e2 · Roi blanc sur case blanche g2 · Fou noir sur case noire h2 · Tour blanche sur case noire a1 · Fou blanc sur case noire c1 · Dame blanche sur case blanche d1 · Tour blanche sur case blanche f1 | 1 |
|   | a | b | c | d | e | f | g | h |   |

11... De8 12. g3 Dh5 13. Rg2
Les blancs entourent le fou noir et menacent de le prendre par Th1, Cf3 et Cxh2 (voir diagramme).
13... Fg1!! 
Sacrifie le fou noir pour continuer l'attaque contre le roi blanc.
14. Cxg1
Pas 14.Rxg1? Dh2#, ou 14. Txg1? Dh2+ et 15... Df2#.
14... Dh2+ 15. Rf3 e5! 16. dxe5 Cdxe5+ 17. fxe5 Cxe5+ 18. Rf4 Cg6+ 19. Rf3 f4!! 20. exf4
Si 20.Fxg6 Fg4+ 21. Rxg4 Dxg3+ 22.Rh5 hxg6+ 23. Rxg6 Tf6+ 24. Rh5 Th6#.
20...Fg4+!! 21. Rxg4 Ce5+! 22. fxe5
Ce coup découvre la colonne f sur laquelle est postée la tour noire. Le roi blanc est pris dans une nasse.
22... h5#. 0-1